# Hierarchia Chomskiego

Zestawy inkluzyjne opisane przez hierarchię Chomskiego

Hierarchia Chomskiego – stworzona przez Noama Chomskiego hierarchia klas języków formalnych.
Hierarchia składa się z czterech klas:
- języki typu 3 – regularne,
- języki typu 2 – bezkontekstowe,
- języki typu 1 – kontekstowe,
- języki typu 0 – rekurencyjnie przeliczalne.

Język należy do danej klasy wtedy i tylko wtedy, gdy jest możliwe zbudowanie gramatyki formalnej, która generuje dany język, a której reguły nie wykraczają poza ograniczenia dla danej klasy.
Każdy język określonej klasy należy jednocześnie do każdej klasy poniżej, czyli:
- Każdy język regularny jest także bezkontekstowy.
- Każdy język bezkontekstowy jest także kontekstowy.
- Każdy język kontekstowy jest rekurencyjnie przeliczalny[1].

Zostało także udowodnione, że istnieje teoretyczny algorytm, który jest w stanie przekształcić daną gramatykę formalną w leżącą niżej w hierarchii.

## Języki regularne (typu 3)
Język regularny to język, który można wygenerować za pomocą gramatyki liniowej – takiej, która po lewej stronie reguł ma pojedyncze nieterminale, po prawej zaś słowa zawierające co najwyżej jeden nieterminal (jeśli znajduje się on na początku lub na końcu każdego słowa – jest to odpowiednio gramatyka lewostronnie lub prawostronnie liniowa). Poprawne reguły to na przykład:
{\displaystyle A\to \epsilon ,}
{\displaystyle A\to a,}
{\displaystyle A\to abc,}
{\displaystyle A\to B,}
{\displaystyle A\to aB,}
{\displaystyle A\to abcB.}
- Gramatyki liniowe są równoważne automatom skończonym.

## Języki bezkontekstowe (typu 2)
Język bezkontekstowy to język, który można wygenerować za pomocą gramatyki bezkontekstowej, która po lewej stronie reguł ma pojedyncze nieterminale, po prawej zaś dowolne słowa, np.:
{\displaystyle A\to aBc,}
{\displaystyle A\to BC,}
a także dowolne reguły gramatyk regularnych.
- jeśli dla danego języka istnieje gramatyka bezkontekstowa, istnieje też równoważna gramatyka bezkontekstowa w postaci normalnej Chomskiego i postaci normalnej Greibach.
- Gramatyki bezkontekstowe są równoważne niedeterministycznym automatom ze stosem.

## Języki kontekstowe (typu 1)
Język kontekstowy to język, który można wygenerować za pomocą gramatyki kontekstowej, której produkcje są postaci {\displaystyle \alpha A\beta \to \alpha \gamma \beta ,} gdzie {\displaystyle \alpha } i {\displaystyle \beta } są dowolnymi słowami, A jest symbolem nieterminalnym, {\displaystyle \gamma } – niepustym słowem.
{\displaystyle AB\to CDB}
{\displaystyle AB\to CdEB}
{\displaystyle ABcd\to abCDBcd}
{\displaystyle B\to b}
Dodatkowo pozwala się na regułę postaci {\displaystyle S\to \epsilon ,} tzn. z symbolu startowego w słowo puste, ale tylko w przypadku jeżeli słowo startowe nie występuje po prawej stronie żadnej reguły.
Nie każda reguła języków bezkontekstowych jest poprawną regułą języków kontekstowych.
Reguły postaci {\displaystyle A\to \epsilon } są dozwolone tylko w tych pierwszych.
- Gramatyki kontekstowe są równoważne automatom liniowo ograniczonym.

## Języki rekurencyjnie przeliczalne (typu 0)
Język rekurencyjnie przeliczalny to język, dla którego istnieje gramatyka typu 0, której produkcje są postaci {\displaystyle \alpha \to \beta ,} gdzie {\displaystyle \alpha } i {\displaystyle \beta } są dowolnymi słowami.
- Gramatyki typu 0 są równoważne maszynom Turinga.

## Zależności między klasami
Ponieważ (z poprawką na zależność między gramatykami bezkontekstowymi a kontekstowymi) gramatyka typu o mniejszym numerze dopuszcza wszystkie reguły gramatyk o numerze większym, klasy języków kolejnych typów zawierają się w sobie. Zawierania te są ostre, tzn. istnieją języki bezkontekstowe, które nie są regularne, kontekstowe, które nie są bezkontekstowe, oraz rekurencyjnie przeliczalne, które nie są kontekstowe.

## Znaczenie
Hierarchia Chomskiego wydziela 4 klasy języków, ale możliwe jest stworzenie wielu innych klas, przez odmienne ograniczenia na postać reguł czy inne właściwości języka. Trzy z czterech klas są dość ważne – klasa języków rekurencyjnie przeliczalnych ma dokładnie taką moc jak maszyny Turinga, języki bezkontekstowe odpowiadają niedeterministycznym automatom ze stosem, regularne zaś automatom skończonym.